# Las Hermanas (Chatham)
Las islas Las Hermanas (en maorí: Rangitatahi; en inglés: The Sisters) es un grupo de tres islas situado a 16 kilómetros (10 millas) al norte del cabo Pattison, que se encuentra en la isla de Chatham. Son las miembros más al norte del archipiélago de Chatham, ubicado a 800 kilómetros (497 millas) al este de la isla sur de Nueva Zelanda.
Las islas son:
- Gran Hermana (Big Sister; Rangitatahi)[1]
- Hermana del Medio (Middle Sister; Te Awanui)
- Pequeña Hermana (Little Sister)